# Michele Federico Althann
Michele Federico Althann, indicato anche come Michele Federico d'Althan (Glatz, 20 luglio 1682 – Vác, 20 giugno 1734), è stato un cardinale e vescovo cattolico tedesco e viceré di Napoli.
Discendeva da un'importante famiglia della nobiltà imperiale.

## La carriera ecclesiastica
Figlio del conte Michele Venceslao e di Anna Maria Aspermont, venne avviato alla carriera ecclesiastica e studiò a Neuhaus, Praga e Roma, per poi diventare canonico di Praga, Olomouc, Varsavia e Breslavia e vicario generale a Obunzlau.
Nel 1714 ritornò a Roma in qualità di auditore della Sacra Rota. Il 4 gennaio 1718 venne nominato vescovo di Vác (diocesi comprendente la città di Pest), dignità congiunta al titolo ed alla funzione di Vescovo-Conte. Althann, però, continuò a risiedere a Roma e nel 1719 divenne cardinale del titolo di Santa Sabina. In tale veste ricoprì i ruoli di coprotettore della Germania e dei paesi ereditari asburgici, ambasciatore d'Austria presso la Curia romana e consigliere dell'imperatore. Al conclave del 1721 coordinò con successo le strategie dei cardinali asburgici che riuscirono a far eleggere al soglio pontificio Michelangelo Conti, figura ritenuta gradita alle cancellerie di tutte le principali potenze europee.
Per la partecipazione intensa alla vita culturale romana, nel 1722 fu acclamato membro dell'Accademia dell'Arcadia, col nome di Teodalgo Miagriano.

## Viceré a Napoli
Grazie alla stima raggiunta presso la corte viennese nell'esercizio delle funzioni diplomatiche presso la Curia romana, il 19 maggio 1722 Althann fu nominato viceré di Napoli, dove giunse il 22 giugno dello stesso anno. La città allora aveva circa 200 000 abitanti: sei anni dopo, al termine del mandato, ne avrebbe avuti 250.000.
Il nuovo viceré si impegnò con grande energia nel perseguire le riforme chiestegli dal re Carlo VI. Sin dall'insediamento a Napoli del 1713, il governo austriaco aveva cautamente intrapreso un programma di ammodernamento del regno e di rilancio dell'economia. Il viceregno di Althann comportò una significativa accelerazione in questo processo: su istruzione di Carlo VI, il cardinale riordinò lo stato limitando l'autonomia, sino ad allora eccessiva, delle magistrature locali e ne accrebbe la correttezza amministrativa. Sul piano diplomatico intraprese inoltre una normalizzazione dei rapporti con Roma.
In politica economica istituì il pubblico Banco di San Carlo, per finanziare l'imprenditoria privata, liquidare la manomorta ecclesiastica e migliorare i conti pubblici del regno. Favorì l'incremento dei commerci interni ed esterni rivedendo le tariffe e il regolamento delle dogane. Tentò una più equa redistribuzione dei carichi fiscali a scapito della feudalità locale, che infatti non tardò ad inimicarsi. Anche i ceti civili ebbero motivi di attrito con Althann, soprattutto a causa del suo tentativo di ridurre l'autonomia dei ministri e funzionari di corte, contrastarne la corruzione e migliorare il sistema giudiziario. Un peso rilevante fu anche dovuto all'atteggiamento filocuriale in politica estera.
Nel 1723 l'autorizzazione concessa alla pubblicazione di due opere d'avanguardia, la "Istoria civile del regno di Napoli", dell'anticurialista Pietro Giannone, e le "Discussioni istoriche theologice e filosofice" di Costantino Grimaldi  scatenò una violenta reazione contro il viceré anche tra i membri del clero, Gesuiti in testa, che riuscirono nell'intento di sobillare, come mostra la contestazione subita dal cardinale quando prese la parola il giorno di San Gennaro, all'annuale appuntamento con il miracolo del sangue.

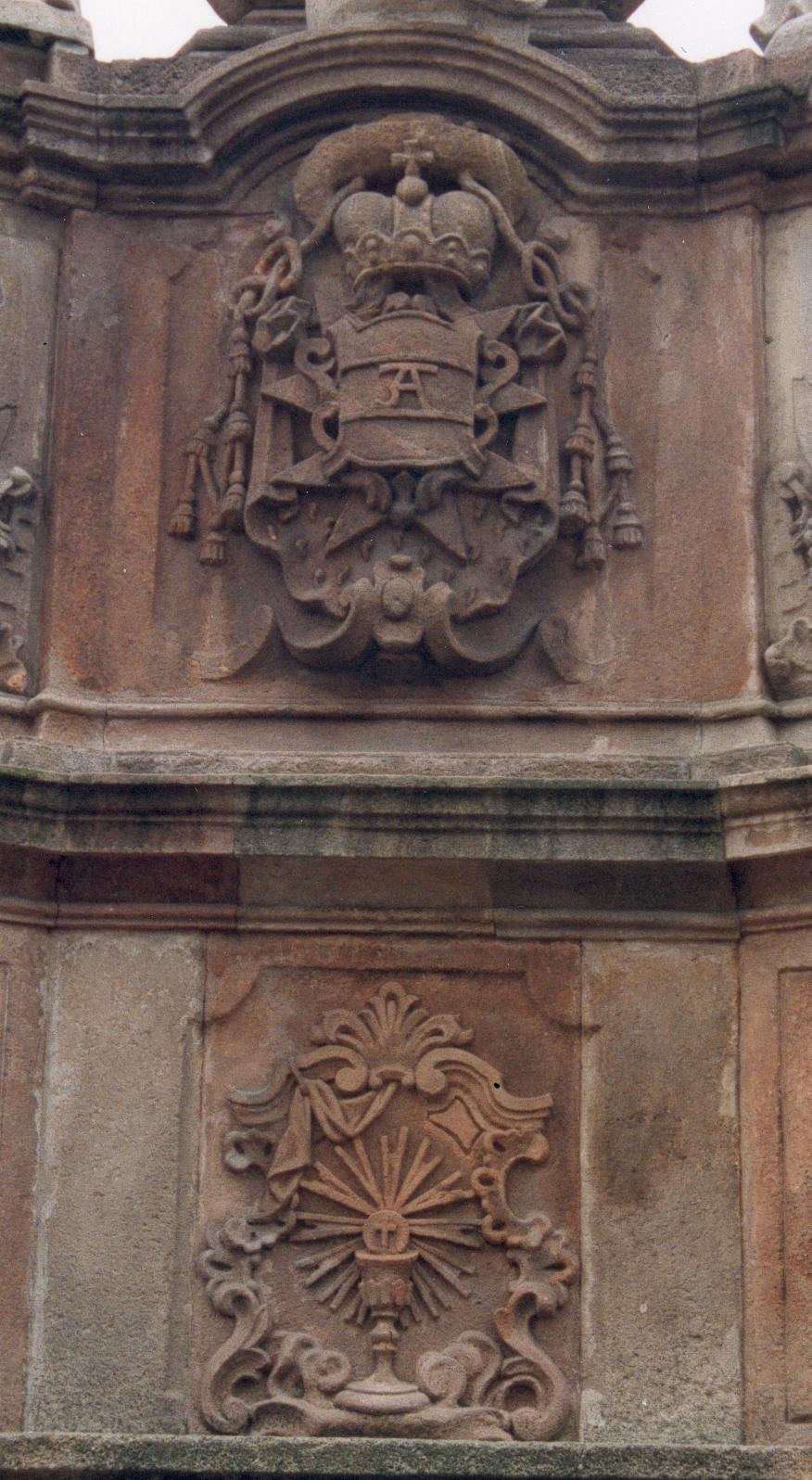
Stemma Althann sulla colonna della SS. Trinità a Vác

Gradualmente, veniva meno anche la fiducia della corte viennese, sfavorevolmente colpita dai ripetuti tentativi di accentramento del potere e dalla sua accondiscendenza verso Roma. Nel 1726 si giunse così ad esautorarlo da una serie di importanti prerogative. Ciononostante Althann continuò la sua politica contro i baroni, ai quali voleva togliere la giurisdizione criminale, da loro esercitata su tutto il territorio grazie ad anacronistici diritti feudali. Nel 1728 tentò di riorganizzare la giustizia, contrastando la sovrapposizione di competenze tra i diversi tribunali, ritenuta "una delle principali cause del disordine e della lentezza dell'attività giudiziaria", ma venne sollevato dall'incarico.
Il 31 luglio 1728, con la consegna dei poteri interinali nelle mani dell'allora viceré di Sicilia Marques de Almenara, finiva il più lungo viceregno di Napoli del periodo di Carlo VI, durante il quale - per la prima volta - si era conseguito il pareggio di bilancio.

### Iniziative culturali
Sotto il profilo culturale, a Napoli il periodo di viceregno dell'Althann fu altrettanto intenso quanto sul piano politico. Il viceré, arcade e conoscitore d'arte, si sentiva a proprio agio in una Napoli in cui, nella vita culturale, prevalevano le tendenze classiciste. Gli austriaci avevano mostrato subito un notevole interesse verso la cultura napoletana e particolarmente per la pittura, come manifestavano le numerose commissioni per opere destinate alla madrepatria.
Nel 1724 Althann commissionò una straordinaria macchina pirotecnica "di capricciosa e nuova invenzione all'uso tedesco" per festeggiare, il 28 agosto il compleanno dell'imperatrice Elisabetta, moglie di Carlo VI. Lo stesso anno fece ingrandire il Teatro San Bartolomeo. Metastasio dedicò al viceré il suo primo melodramma,"Didone Abbandonata" e un gruppo di poeti arcadi nel 1725 pubblicò una raccolta in suo onore. Nel 1727 invece Althann commissionò all'artista romano Girolamo Pesci una tela raffigurante il Martirio di San Gennaro, che fu inviata alla sua cattedrale di Vác.
Prima di lasciare Napoli, nel 1728 fece eseguire a Francesco Solimena una tela raffigurante se stesso nell'atto di offrire a Carlo VI il catalogo della pinacoteca imperiale (oggi al Kunsthistorisches Museum di Vienna), che "suscitò un vero entusiasmo".

## Il ritorno alla diocesi di Vác
Nel giugno 1728 Althann, comunicò al concistorio di Vác l'imminenza del suo ritorno. Sino ad allora l'amministrazione della diocesi e della città era stata possibile mediante il concistorio e il vicario generale András Berkes.
Strenuo difensore dell'ortodossia cattolica e solito a pratiche di penitenza, mise in pratica nella sua diocesi le idee della Controriforma, rafforzando le istituzioni cattoliche, curando la formazione dei sacerdoti, aprendo i conventi dei francescani e degli scolopi e portando diverse reliquie tra le quali quelle di San Vittore e San Tommaso d'Aquino. Contemporaneamente limitò le pratiche di culto dei calvinisti e dei luterani presenti in città.
Avviò lavori sul vecchio palazzo vescovile gravemente danneggiato da un incendio nel 1731 e cercò d'incrementare la biblioteca, con l'intento, comune a tutti i vescovi dell'epoca, di ricomporre la biblioteca di Mattia Corvino. Soprattutto, nel campo delle arti recuperò la tradizione rinascimentale della città (a suo tempo promossa dal predecessore Andrea Báthori) come forma di esaltazione della Chiesa cattolica. A lui si deve la traslazione da Praga a Vác della cosiddetta Madonna di Andrea Báthori, realizzata da maestranze italiane.
Anche durante gli anni trascorsi a Vác mantenne vive le relazioni con l'Italia: nel 1731 commissionò ad Agostino Cornacchini la scultura, oggi collocata a decorare il ponte Milvio di Roma, di San Giovanni Nepomuceno, di cui era stato il principale promotore al processo di santificazione.
Dopo la sua morte, avvenuta il 20 giugno 1734, la sede vescovile di Vác passò al nipote Michele Carlo Althann, sino ad allora arcivescovo di Bari.

## Genealogia episcopale e successione apostolica
La genealogia episcopale è:
- Cardinale Sigismund von Kollonitz
- Cardinale Mihály Frigyes von Althan

La successione apostolica è:
- Vescovo Giovanni Battista Labanchi (1720)
- Vescovo Filippo Positano (1720)
- Arcivescovo Michele Orsi (1722)
- Arcivescovo Andrea Maddalena, C.R.M. (1722)
- Vescovo Pietro Vincenzo Platamone, O.P. (1722)
- Cardinale Juan Álvaro Cienfuegos Villazón, S.I. (1722)
- Vescovo Paolo Collia, O.M. (1725)
- Vescovo Giuseppe Isidoro Persico (1726)
- Arcivescovo Mihály Karl von Althan (1728)
- Vescovo Giovanni Romano (1730)